# Lieja-Bastogne-Lieja 1913
La Lieja-Bastogne-Lieja 1913 fou la 8a edició de la clàssica ciclista Lieja-Bastogne-Lieja. Es va disputar el 6 de juliol de 1913 i fou guanyada pel belga Maurice Moritz, que s'imposà a l'esprint als també belgues Alphonse Fonson i Hubert Noel. Aquesta edició va estar oberta a ciclistes independents.

## Resultats
|    | Ciclista                | Equip | Temps      |
| -- | ----------------------- | ----- | ---------- |
| 1  | Maurice Moritz (BEL)    |       | 7h 23' 00" |
| 2  | Alphonse Fonson (BEL)   |       | m. t.      |
| 3. | Hubert Noel (BEL)       |       | m. t.      |
| 4  | Omer Collignon (BEL)    |       | m. t.      |
| 5  | René Vermandel (BEL)    |       | m. t.      |
| 6  | Gilles Laubenthal (BEL) |       | m. t.      |
| 7  | Herman Braine (BEL)     |       | m. t.      |
| 8  | Lucien Buysse (BEL)     |       | m. t.      |
| 9  | Jules Halleux (BEL)     |       | m. t.      |
| 10 | Camille Rossart (BEL)   |       | m. t.      |